# Mesochorus spinosus
Mesochorus spinosus är en stekelart som beskrevs av Dasch 1971. Mesochorus spinosus ingår i släktet Mesochorus och familjen brokparasitsteklar. Inga underarter finns listade i Catalogue of Life.